# Посёлок центральной усадьбы совхоза «Синичино»
Центральной усадьбы совхоза «Синичино» — посёлок сельского типа в Можайском районе Московской области в составе Порецкого сельского поселения. До 2006 года посёлок был центром Синичинского сельского округа.
Посёлок расположен на западе района, примерно в 7 км к северу от Уваровки, в междуречье рек Лусянка и безымянного ручья — правого притока речки Жезлянка (левый приток Лусянки), высота центра над уровнем моря 233 м. У восточной окраины посёлка проходит региональная автодорога 46К-1123 (бывшая Р 90) Тверь — Уваровка. Ближайшие населённые пункты — Бакулино на другой стороне шоссе, Ладыгино на противоположном берегу ручья, Лыкшево на юге и Каменка на юго-востоке.

## Население
| 2002 | 2006 | 2010 |
| ---- | ---- | ---- |
| 889  | ↘886 | ↘837 |